# Belfort-sur-Rebenty
Belfort-sur-Rebenty es un pequeño pueblo y comuna francesa, situada en el departamento del Aude en la región de Languedoc-Roussillon.
A sus habitantes se les conoce por el gentilicio Belfortois.

## Demografía
| 85 | 66 | 52 | 42 | 40 | 37 |
| Para los censos de 1962 a 1999 la población legal corresponde a la población sin duplicidades (Fuente: INSEE [Consultar]) |    |    |    |    |    |

(Población sans doubles comptes según la metodología del INSEE).